# Chester W. Goble
Chester W. Goble (* 25. November 1892; † 29. Juli 1975) war ein US-amerikanischer Offizier und Politiker (Republikanische Partei).

## Leben
Über Chester W. Goble ist nicht viel bekannt. Er diente sowohl im Ersten als auch im Zweiten Weltkrieg in der US-Army. Im November 1945 bekleidete er den Dienstgrad eines Colonels. Für seinen Dienst während des Zweiten Weltkrieges wurde ihm die Army Distinguished Service Medal verliehen. Zwischen 1947 und 1949 diente er in der Ohio National Guard. Er wurde 1947 zum Adjutant General ernannt und später zum Brigadegeneral. Zum 1. März 1955 wurde er mit dem Dienstgrad eines Generalmajors in den Ruhestand entlassen. Goble war später als Deputy Auditor of State von Ohio tätig. Der Gouverneur von Ohio, Jim Rhodes, ernannte Goble vorübergehend zum Auditor of State, um die Vakanz zu füllen, die durch den Tod von Roger W. Tracy entstanden war. Nach seinem Tod 1975 wurde Goble auf dem Green Lawn Cemetery in Columbus beigesetzt.